# Вулиця Сенаторська (Варшава)

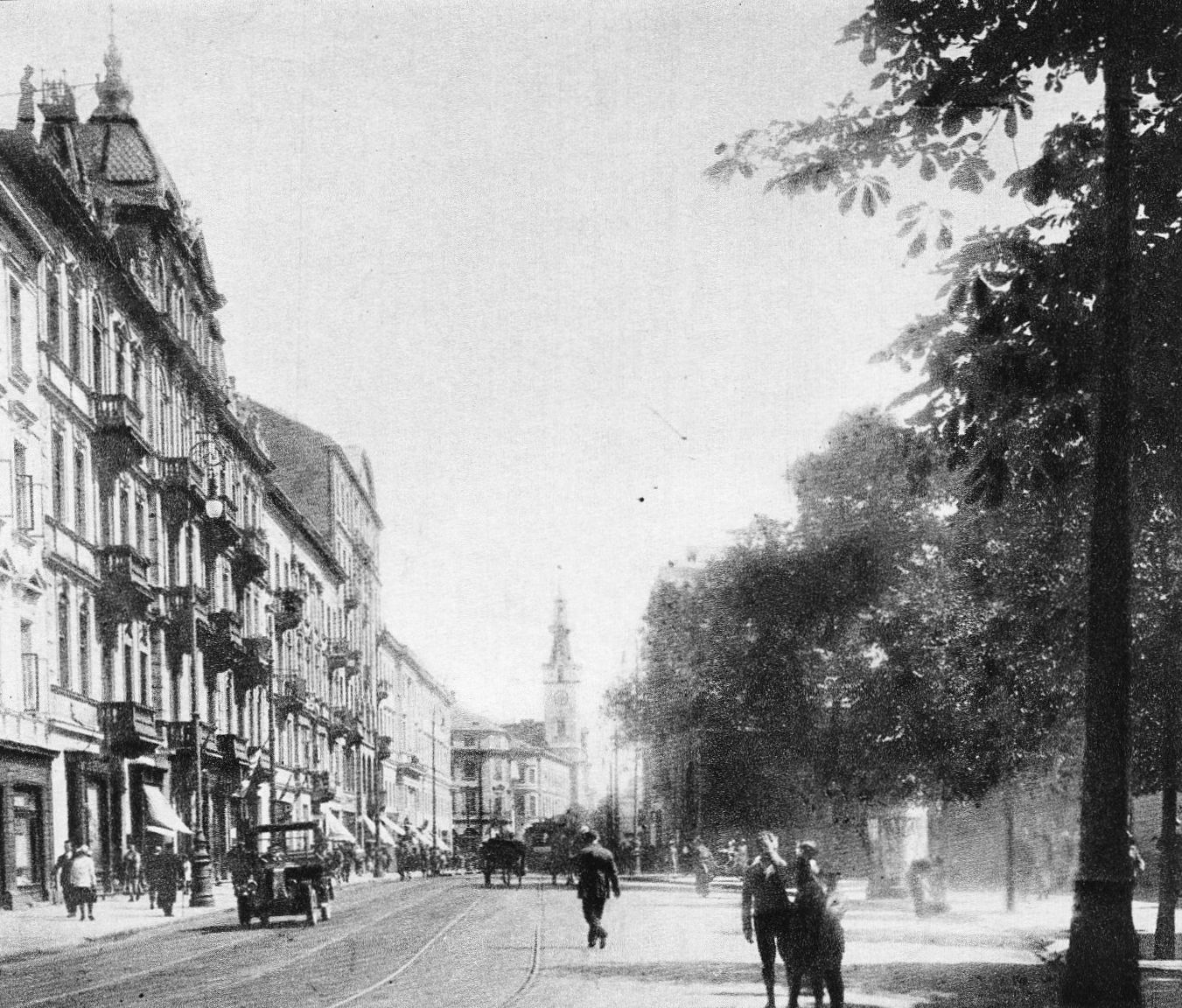
Сенаторська вулиця до 1939 року, вид p Театральної площі

Вулиця Сенаторська (пол. Ulica Senatorska) — вулиця в Середмісті Варшави.

## Розташування
Вулиця починає працювати на Замковій площі, через Банкову площу до Театральної площі. Далі йде вулиця Електроральна.

## Історія
Сенаторська вулиця має коріння середньовічних часів, як і кілька інших Варшавських вулиць. Вона починається з Краківських Брам, які є входом на Замкову площу. Спочатку називалася Козиною та Бичою (Koziej i Bykowej). Назва вулиці, засвідченої в середині сімнадцятого століття, є такою на честь власників палаців у Варшаві.
Вулиця як основа міста, вноситься повністю до реєстру пам'яток — реєстр. № 514.

## Пам'ятки
- Палац Малаховських
- Палац Єпископів Кракова
- Палац Дембінських
- Палац Примасовських
- Палац Бланка
- Палац Яблоновських
- Костел св. Брата Альберта і св. Апостола Андрія
- Великий Театр
- Кам'яниця Петискуса
- Кам'яниця Яцка Малаховського
- Костел св. Антонія Падевського
- Палац Замойських
- Палас Мнішхів
- Статуя св. Яна Непомуцена
- Будівля банку Вільгельма Ландауа
- Чотири меморіальних таблиці Кароля Тхорка

## Знищені пам'ятки
- Галерея Люксенбурга
- Кам'яниця Вавжинця Мікульського